# Burbonska Španjolska
Burbonska Španjolska (špa. Reino de España, fra. Royaume d’Espagne) trajala je od 1700. do 1808. godine, a nastala je 1. studenoga 1700. smrću kralja Karla II., posljednjeg španjolskog vladara iz dinastije Habsburg, i krunidbom prvog Burbona na španjolskom prijestolju – Filipa V. Burbona.
Španjolska je ušla u razdoblje reformi i obnove, kao i kontinuiranog pada. Ideje prosvjetiteljstva ušle su u Španjolsku i njene kolonije tijekom 18. stoljeća. Invazija Napoleona Bonapartea na Pirenejski poluotok od 1807. do 1808. preokrenula je političke aranžmane Španjolske i Kraljevine Portugala.
18. stoljeće u španjolskoj historiografiji naziva se Burbonska Španjolska, ali su španjolski Bourboni nastavili vladati od 1814. do 1868. pa od 1874. do 1931. i od 1975. do danas.

## Rat za španjolsku baštinu
Tijekom vladavine mentalno poremećenog Karla II., koji ujedno nije imao djece koja bi ga nasljedila, nastale su tenzije oko njegovog nasljednika. Ekonomske krize, propadanje španjolske birokracije, niz poraza u ratovima protiv Francuske i propast imperijalnih institucija u 17. stoljeću ostavilo je Karla II. na fizičkoj i mentalnoj slabosti. Prostranost i bogatstvo ultramorskog Španjolskog Carstva u Novom svijetu i na Filipinima, zajedno s njezinim pomorskim resursima, učinili su Španjolsku velikom silom u Europi i svijetu. Da je španjolsko prijestolje pripalo rođaku francuskog kralja, ili ako bi se Španjolska i Francuska ujedinile, ravnoteža moći u Europi promijenila bi se u korist Francuske, a to nikomu nije bilo u interesu. Bogatstvo španjolskog prekomorskog carstva ujedinjenjem bi se prenijelo u Francusku. Da je ostala u rukama nekog drugog pripadnika austrijske dinastije Habsburg, ostao bi status quo. Europskom politikom tijekom 17. stoljeća dominirala je uspostava urednog nasljeđa u Španjolskoj koja neće promijeniti ravnotežu između velikih europskih sila.
Sveto Rimsko Carstvo i Habsburška Monarhija zaratili su protiv Kraljevine Francuske zbog spora oko Karlovog prijestolonasljednika, a rat se vodio oko bogatstva Španjolske. Rat za španjolsku baštinu pobjedila je Francuska, a španjolski i francuski Burbonci obvezali su se da se neće formalno ujediniti. Ugovorom iz Utrechta okončan je rat, a Filip V. odrekao se svih zahtjeva za francuskim prijestoljem. Prije završetka sukoba umrla je Filipova supruga Marija Lujza Savojska (1688. – 1714.), a kraljevsko nasljeđe Burbona osigurano je dvaju sinovima s drugom suprugom Elizabetom.

## Promjene u vladi
Filip V. pokazao se učinkovitim vladarom centralizirajući španjolsku vlast eliminacijom regionalnih Cortesa (parlamenata) i započinjanjem procesa ujednačavanja zakona u različitim regijama španjolske eliminacijom posebnih privilegija (fueros). Dekreti Nueva Planta (1716.) demontirali su kompozitni sustav vladavine u Španjolskoj i zamijenili ga vladavinom iz Madrida.
Također je eliminiran habsburški sustav koncilske vlade, zamjenjujući vijeća s 4 tajništva, koja su se kasnije razvila u ministarstva – države i vanjskih poslova, dobročinstva i pravde. Četiri ministra formirala su kabinetsko vijeće, a ministri su bili izravno odgovorni kruni. Aristokratski muškarci više nisu dominirali državnim položajima, već talentirani ljudi koji su potom uzdizani na visoke položaje i nagrađivani plemićkim titulama. Administrativne reforme uključivale su podjelu Španjolske na 8 reinosa na čelu s vojnim dužnosnikom i uspostavljena je audiencia za provođenje pravde. Administratori lokalne razine (corregidores), koji su već postojali u Kastiliji, imenovani su drugim reinovima. Važna reforma bila je u oporezivanju i kraljevskom dugu. Neke su obveznice koje je izdala kruna poništene, dok je drugima smanjena kamatna stopa. Novi porezni službenici bili su učinkoviti u prikupljanju i upravljanju porezima, u korist nove monarhije. Regije koje nisu plaćale poreze na istoj razini kao Kastilija nisu bile predmet oporezivanja unitarne države.
Filipov odabir sposobnih francuskih i talijanskih ministara na ključne položaje u vladi obuzdao je neovisna, izolirana i korumpirana ministarstva koja su cvjetala u kasnijem razdoblju habsburške vladavine. Filip je ciljao na širenje ekonomske aktivnosti i krenuo prema ekonomskoj slobodi, posebno u pogledu trgovine Španjolske u njezinom prekomorskom carstvu (u teoriji španjolskom monopolu). Zamišljeno je širenje španjolske proizvodnje i izvoza poljoprivrednih proizvoda pa trgovina nije koristila stranim silama koje su se uključile u španjolsko trgovinu s sjevernoameričkim i južnoameričkim kolonijama. Trgovačka kuća koja je dugo djelovala u Sevilli, premještena je u Cádiz 1717. godine. Filip je 1728. dopustio osnivanje baskijske tvrtke po uzoru na sjevernoeuropska trgovačka društva, za trgovinu s Venezuelom, velikim proizvođačem čokolade.

## Vojni sukobi
Filipom je u svojoj politici često dominirala njegova druga žena, Elizabeta Farnese. Usvojio je agresivnu vanjsku politiku koja je Španjolsku izložila nizu ratova tijekom njegove vladavine. Gubitak tolikog dijela europskog teritorija koji mu je obećan dekretom Karla II. i osobne ambicije Filipa V. doveli su ga u nelagodu zbog Mirovnog ugovora iz Utrechta. Filipova supruga Elizabeta, članica vojvodske kuće u Parmi, i njezin omiljeni ministar, kardinal Giulio Alberoni, željeli su vratiti svoja prava na Italiju. Savez Francuske, Britanskog Carstva i Republike Nizozemske izazvao je španjolske ambicije koje su prijetile miru Europe. Godine 1717. Filip je napao Kraljevinu Sardiniju, jedno od područja koje je Sveto Rimsko Carstvo izgubilo nakon Rata za španjolsku baštinu. Invazija na Siciliju nakon toga potaknula je formiranje Četverostrukog saveza Ujedinjenog Kraljevstvo, Francuske, Habsburške Monarhije i Nizozemske kako bi se suprotstavili Filipovim ambicijama. Godine 1720., posramljen neuspjehom španjolskog oružja na moru i kopnu u ratu Četverostrukog saveza, Filip je otpustio Alberonija i potpisao mirovni sporazum s Habsburškom Monarhijom, pri čemu su obje strane priznale Utrechtski ugovor.
Španjolci su ponovno pokušali povratiti dio svog izgubljenog teritorija. Godine 1725. sklopljen je savez s Austrijancima, koji su pristali pomoći Španjolcima u preuzimanju ključnih pomorske baze na Mediteranu (Gibraltara) od Britanaca.
Kao odgovor, britanski državni tajnik, Karlo Townshend, sklopio je savez s Francuskom i Republikom Nizozemskom, kada je Filip V. opsjeo Gibraltar, Habsburška Monarhija je odbila intervenirati protiv moćnog saveza, a Španjolska je ponovno ostala sama. Francuske vojske napale su Baskiju, a Britansko Carstvo i Nizozemska Republika odlučile su zauzeti španjolske kolonije u Novom svijetu i prekinuti isporuke plemenitih metala nadajući se da će spriječiti Filipa V. da nagovori Austrijance na intervenciju. Saveznici su pretrpjeli veće gubitke u ljudstvu od Španjolaca, ali plan je uspio i Filip V. je bio prisiljen zatražiti mir 1729. godine. Elizabeta Farnese ipak je ispunila jednu od svojih želja; njezinoj su obitelji vraćena talijanska vojvodstva Parma, Piacenza i Toskana.
Nakon 1729. Filip V. je tražio blisku potporu saveznika, a to se ispostavilo kao opreznija strategija koja je dala pozitivne rezultate. Filip je tražio prijateljstvo sa svojim rođacima u Francuskoj, gdje je uspio vratiti Napulj i Siciliju. Obiteljski ugovor s Lujem XV. od Francuske potpisan je 1733. godine, čime su se dvije države približile nakon neugodnosti.